# Lithurgus illudens
Lithurgus illudens är en biart som beskrevs av Henri Saussure 1890. Lithurgus illudens ingår i släktet Lithurgus och familjen buksamlarbin. Inga underarter finns listade i Catalogue of Life.